# Arichanna confusaria
Arichanna confusaria là một loài bướm đêm trong họ Geometridae.